# Марко Валерије Волус
Марко Валерије Волус (Валерије Волус Максимус или Марко Валерије Публикола) био је староримски политичар, римски конзул 505. године пре нове ере (заједно с њим био је и конзул  Публије Постумије Тубертус).
Отац Марка Валерија био је Волес Валерије. Имао је и браћу Публија Валерија Публиколу (конзула 509, 508, 507. и 504. године пре нове ере) и Манија Валерија Максима (диктатора 494. године пре нове ере).
Током свог конзулства, Марко Валерије се успешно борио против Сабињана и награђен је тријумфом.
Око 496. године пре нове ере био је укључен у борбу против Латина (који су пратили Тарквинија Охолог и његовог сина Тита Тарквинија) током Првог латинског рата. Током битке, Валерије, видевши Тита, појурио је у сусрет са њим, али су га Латини убили.
Његов син Луције Валерије Потит био је конзул 483. и 470. године пре нове ере.

## Извори
1. ↑  „Prosopography. Roman consuls in the late Republic.”. Supplementum Epigraphicum Graecum. Приступљено 2025-06-20.
2. ↑  „VALERIUS (patrician)”. www.strachan.dk. Приступљено 2025-06-20.